# Сборная Чехии по пляжному футболу
Сборная Чехии по пляжному футболу — национальная команда, которая представляет Чехию на международных соревновательных дисциплинах по пляжному футболу. Управляется Футбольной ассоциацией Чехии.
По состоянию на июнь 2024 года Чехия в мировом рейтинге пляжного футбола занимает 56 место.

## История
На международном уровне Чехия дебютировала в 2007 году в рамках Евролиги. В предварительном раунде команда обыграла Украину (4:3) и Германию (4:3), однако в итоговом розыгрыше Чехия заняла последнее восьмое место.
В квалификации на чемпионат мира 2008 Чехия в своей группе проиграла России (2:6), но затем обыграла Латвию (7:5) и Нидерланды (5:4). В дальнейшем чехи принимали участие в восьми отборочных кампаниях, но ни разу не выходили в финальную стадию мундиаля.
В 2013 году за чешскую сборную по пляжному футболу сыграл Ян Коллер, завершивший карьеру в большом футболе двумя годами ранее. В своём первом матче он отметился голом в ворота Словакии (5:2). В июне 2013 года чехи победили на турнире Umag Beach Soccer Masters в Хорватии, обыграв в финальной игре Болгарию (6:5). На Кубке Дружбы в Белоруссии чешская команда стала третьей.
Чехии принадлежит победа на Кубке европейских наций в июле 2015 года, где команда в финале обыграла Австрию (3:3 основное время и 3:2 по пенальти). На Центрально-европейском кубке 2016 года в Праге, Чехия стала второй, уступив австрийцам, а лучшим игроком турнира был признан чех Ярослав Коварич. В 2017 году на Кубке наций чешская команда финишировали третьей, а на Кубке Талантов 2019 года — четвёртой.
Своё самое разгромное поражение чехи получили на Tulip Festival Beach Soccer 2017 в Стамбуле, где Белоруссия отправила в ворота соперника 12 голов.
Евролига 2021 года завершилась для Чехии матчем за пятое место промофинала, где она смогла добыть победу над Казахстаном со счётом 9:2. По итогам Евролиги 2023 года Чехия смогла выйти в дивизион «А», но при этом проиграла в финале промофинала Литве (2:3).

## Лучшие игроки
Указаны данные по состоянию на 2022 год.
| Гвардейцы | Гвардейцы        | Гвардейцы |   | Бомбардиры       | Бомбардиры | Бомбардиры |
| №         | Футболист        | Матчей    | № | Футболист        | Голов      |            |
| 1         | Томаш Хураб      | 109       | 1 | Мартин Бочек     | 67         |            |
| 2         | Мартин Чалупа    | 101       | 2 | Мартин Чалупа    | 64         |            |
| 3         | Филип Выхнал     | 95        | 3 | Михал Салак      | 57         |            |
| 4         | Ярослав Коваржик | 75        | 4 | Ярослав Коваржик | 53         |            |
| 5         | Давид Радоста    | 67        | 5 | Томаш Хураб      | 50         |            |
| 6         | Михал Салак      | 64        | 6 | Филип Выхнал     | 47         |            |
| 7         | Павел Стейскал   | 58        | 7 | Радек Микан      | 33         |            |
| 8         | Петр Вишек       | 57        | 7 | Павел Стейскал   | 33         |            |
| 9         | Мартин Бочек     | 56        | 8 | Лукаш Трампота   | 30         |            |
| 10        | Милослав Клима   | 52        | 9 | Мартин Длоуи     | 28         |            |

## Статистика

### Квалификация на чемпионат мира
| Год   | Результат             | И  | В  | В+ | П  | ГЗ  | ГП  |
| ----- | --------------------- | -- | -- | -- | -- | --- | --- |
| 2008  | 1/4 финала            | 5  | 2  | 1  | 2  | 19  | 23  |
| 2009  | групповой этап        | 3  | 1  | 0  | 2  | 14  | 20  |
| 2011  | групповой этап        | 3  | 1  | 0  | 2  | 14  | 18  |
| 2013  | 1/8 финала            | 4  | 2  | 0  | 2  | 18  | 17  |
| 2015  | групповой этап        | 3  | 1  | 0  | 2  | 6   | 18  |
| 2017  | 6 место               | 7  | 3  | 0  | 4  | 22  | 34  |
| 2019  | групповой этап        | 3  | 0  | 0  | 3  | 5   | 16  |
| 2021  | групповой этап        | 2  | 0  | 1  | 1  | 4   | 4   |
| 2023  | первый групповой этап | 3  | 2  | 0  | 1  | 9   | 6   |
| Всего | 9/9                   | 33 | 12 | 2  | 19 | 111 | 156 |